# قسم لاوان الريفي (مقاطعة بندر لنجة)
قسم لاوان الريفي (بالفارسية: دهستان لاوان) هي منطقة ريفية تقع في إيران في بلدة كيش. يقدر عدد سكانها بـ 891 نسمة .